# (24619) Danielarsham
(24619) Danielarsham es un asteroide perteneciente al cinturón de asteroides, región del sistema solar que se encuentra entre las órbitas de Marte y Júpiter.
Fue descubierto el 26 de febrero de 1979 por Antonín Mrkos desde el Observatorio Kleť.

## Designación y nombre
Designado provisionalmente como 1979 DA. Debe su nombre a Daniel Arsham, un artista multidisciplinario estadounidense.

## Características orbitales
Danielarsham está situado a una distancia media del Sol de 2,667 ua, pudiendo alejarse hasta 3,316 ua y acercarse hasta 2,018 ua. Su excentricidad es 0,243 y la inclinación orbital 13,527 grados. Emplea 1591,10 días en completar una órbita alrededor del Sol.
Los próximos acercamientos a la órbita de Júpiter ocurrirán el 28 de enero de 2047, el 8 de abril de 2081 y el 21 de abril de 2095.

## Características físicas
La magnitud absoluta de Danielarsham es 14,47. Tiene 8,179 km de diámetro y su albedo se estima en 0,038.